# Хатунов, Владимир Анатольевич
Владимир Анатольевич Хатунов (1953 — 20 ноября 2023) — советский борец классического стиля, чемпион и призёр чемпионатов СССР, мастер спорта СССР международного класса (1977). Увлёкся борьбой в 1968 году. Тренировался под руководством Евгения Пожидаева. Выступал в первой наилегчайшей весовой категории (до 48 кг). В 1975 году выполнил норматив мастера спорта СССР. Участвовал в семи чемпионатах СССР (1974—1982). Победитель международных турниров.

## Спортивные результаты
- Чемпионат СССР по классической борьбе 1977 года — ;
- Чемпионат СССР по классической борьбе 1981 года — ;